# 贡嘎站
贡嘎站是一個位於中國西藏自治区山南市贡嘎县的铁路车站。2021年6月25日随拉林铁路的正式开通运营投入使用。车站站房面积2000平方米，外立面设计以当地藏式民居挑梁飞檐的造型和杰德秀邦典纺织技艺花纹为原型；站场设4条到发线。